# Кенди Дълфър
Кенди Дълфър (Dülfer) (на нидерландски: Candy Dulfer, родена на 19 септември 1969 г., Амстердам) е нидерландска саксофонистка и певица.
Става световноизвестна след композицията „Lily Was Here“, създадена заедно с музиканта Дейв Стюарт през ноември 1989 г.

## Биография
Кенди Дълфър е родена в семейството на известния холандски тенор саксофонист Ханс Дълфър, който от детството си учи Кенди да разбира правилно музиката на известни джазмени: Sonny Rollins, Coleman Hawkins, Dexter Gordon.
През ноември 1989 г. Кенди Дълфър и Дейв Стюарт написват музикалната композиция „Lily Was Here“ („Лили беше тук“) – саундтрака към трилъра – драма на холандския режисьор Бен Вербонг „Касиерът“ („Лили беше тук“). Темата оглавява холандския Топ 40 на 25 ноември 1989 г. и остава на това място в продължение на шест седмици, до 30 декември 1989 г. Композицията постига успех и в други страни – второ място в норвежката класация Norwegian Singles Chart, 6-то място в британската класация UK Singles Chart.
През лятото на 1990 г. композицията заема 11-то място в класациите на стоте най-популярни песни в САЩ – Billboard Hot 100.
Дълфър си сътрудничи с певеца и музиканта Принс многократно. Основният стил на музикално изпълнение е гладкият джаз, фънк и R&B, разреден с джаз, хип-хоп и соул.
| Saxuality                   | 1990                     |
| Sax a go go                 | 1993                     |
| Big Girl                    | 1995                     |
| For The Love Of You         | 1997                     |
| Girls Night Out             | 1999                     |
| Live In Amsterdam           | 2001                     |
| Hans Dulfer Dulfer & Dulfer | 2002                     |
| Xpectation                  | 2003 (съвместно с Принс) |
| Right In My Soul            | 2003                     |
| Candy Store                 | 2007                     |
| Funked Up & Chilled Out     | 2009                     |
| Crazy                       | 2011                     |
| Together                    | 2017                     |
| We Never Stop               | 2022                     |